# Белорусская антеклиза
Белорусская антеклиза (Белорусско-Литовская антеклиза, Мазурско-Белорусское поднятие) — крупная положительная структура на западе Русской плиты с неглубоким залеганием кристаллического фундамента.
Занимает центральную и северо-западную части территории Белоруссии, смежные территории Литвы и Латвии, а также северо-восток Польши. Выделяется по изогипсе −500 м в подошве, в сводчатом части по изогипсе −300 м. Вытянута с востока на запад на 350 км, при ширине 40-120 км. Ограничена на юге Подлясско-Брестской впадиной, Полесской седловиной и Припятском прогибом, на востоке и северо-востоке Жлобинской седловиной и Оршанской впадиной, на севере Латвийской седловиной, на северо-западе Балтийской синеклизой, на западе Варшавской впадиной.
Формировалась от позднего протерозоя к антропогену включительно. В своде кристаллический фундамент залегает на абсолютных отметках −50 — +87 м, на склонах опускается на глубину 500—700 м, на западе 1500—2000 м. Он представлен архейскими и нижнепротерозойскими метаморфизированными, ультраметаморфизированными и магматическими породами.
Платформенный чехол сложен верхнепротерозойскими, палеозойскими и мезо-кайнозойских породами. Наиболее приподнятая часть Белорусской антеклизы образует Центральнобелорусский массив, на котором развиты только неогеновые и четвертичные отложения. На Белорусской антеклизе известны подчиненные структуры — погребенные выступы фундамента (Бобовнянский, Бобруйский, Вилейский, Ивацевичский, Мазурский, Воложинский) грабены и моноклинали (Прибалтийская и Приоршанская).